# Badules
Badules è un comune spagnolo di 112 abitanti situato nella comunità autonoma dell'Aragona.